# Komuna e Potomit
Komuna e Potomit är en kommundel och tidigare kommun i Albanien.   Den ligger i prefekturen Qarku i Beratit, i den södra delen av landet, 100 km söder om huvudstaden Tirana.
Trakten runt Komuna e Potomit består till största delen av jordbruksmark.  Runt Komuna e Potomit är det ganska glesbefolkat, med 27 invånare per kvadratkilometer.